# Casa Vicens
Casa Vicens (dosł. „Dom Vicensa”) – budynek w Barcelonie projektu Antonio Gaudíego powstały w latach 1883-1885 lub 1883-1888. Znajduje się przy ulicy Carolines 24-26, w środkowej części miasta.
Jest to jedno z pierwszych dzieł architekta Antoniego Gaudíego, które uważa się powszechnie za jego manifest, gdyż daje on w nim wykładnię swojego nowego stylu. Wykonał je dla barcelońskiego maklera giełdowego i dewizowego, Manuela Vicensa.
Budynek na pierwszy rzut oka wydaje się połączeniem stylu neogotyckiego z neomauretańskim (arabskim), co uwydatnia się głównie przez zewnętrzne wieżyczki i ceramiczne kolorowe płytki na frontowej ścianie. Linie brył akcentują pasy wykonane z glazury. Budynek zawiera także element prostej wiejskości, nadany mu przez proste kamienne ściany i użycie popularnych aksamitek. Antoni Gaudí na wykonanie budynku wybrał kamień w kolorze ochry i cegły. Casa Vicens sprawia ogólnie wrażenie masywnego, ale nadzwyczaj dobrze wtapia się w ścianę ulicy, nie dominując nad budynkami sąsiednimi. Pełen jest dynamizmu przez zastosowanie różnych ciekawych kombinacji brył i harmonicznie zmieniających się kolorów. Brakuje jeszcze w tym budynku linii „płynnej”, z której potem Gaudí uczynił swój znak rozpoznawczy.
Casa Vicens ucierpiało znacznie w trakcie poszerzania ulicy; zburzono wtedy altanę, fontannę i część ogrodu. Następnie rozbudowano go w 1925 roku, czego dokonał J. B. Serra de Martinez; architekt ten za ścisłe trzymanie się zasad wytyczonych przez Gaudíego otrzymał nagrodę miasta Barcelony w 1927.